# Ardealu
Ardealu (anteriormente Hasanlar) fue una localidad rumana de la comuna de Dorobanțu, en el condado de Tulcea.

## Toponimia
El antiguo nombre del lugar puede encontrarse escrito con grafías como Hasanlar y Hassanlar. Pasó a llamarse Ardealu.

## Historia
Hacia comienzos del siglo XX, la localidad, que ya por entonces pertenecía al condado de Constanța, formaba parte de la comuna de Cîrjelar y tenía contabilizada una población, compuesta de turcos y tártaros, de 274 habitantes. En 1968 la localidad, que pasó a pertenecer a la comuna de Dorobanțu, ya no existía.